# Státní poznávací značky v Bosně a Hercegovině

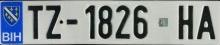
Registrační značka z roku 1996

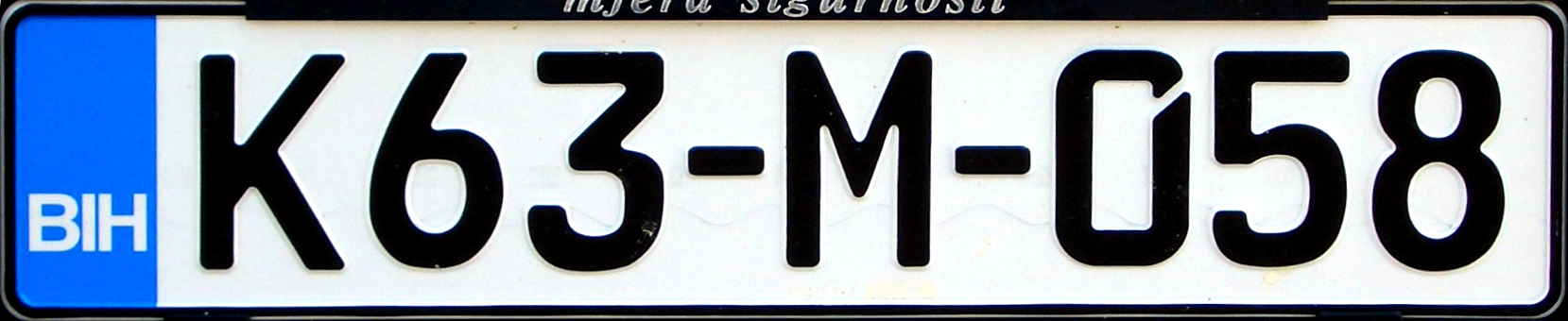
Současná registrační značka

Registrační značky, které se používají v Bosně a Hercegovině, se do jisté míry liší od značek z jiných zemí Evropy.
Dříve byly používány značky, kde se použité dvojice písmen lišily podle administrativní jednotky:
- BČ Brčko
- BI Bihać
- BL Banja Luka
- DO Doboj
- GZ Goražde
- JC Jajce
- LI Livno
- MO Mostar
- PD Prijedor
- SA Sarajevo
- TZ Tuzla
- ZE Zenica

Toto dělení však bylo později zrušeno, vzhledem k tomu, že auta z Republiky srbské se stávala často terčem výtržníků ve FBiH a naopak; současná podoba čísla, která je zavedena od roku 2000, neumožňuje rozeznat, kde je auto přihlášeno.
Registrační značky tvoří tři číslice, následované náhodně vybraným písmenem (takovým, které je stejné jak v latince, tak i cyrilici) a pak je na značce ještě jedno trojčíslí. (například 123-M-456)